# Cero (バンド)
cero（セロ）は、東京を中心に活動している日本のバンド。

## 概要
2004年結成。メンバーは髙城晶平、荒内佑、橋本翼の3人。これまで5枚のアルバムと3枚のシングル、DVDを2枚リリース。3人それぞれが作曲、アレンジ、プロデュースを手がけ、サポートメンバーを加えた編成でのライブ、楽曲制作においてコンダクトを執っている。

## 来歴
- 2004年に高城、荒内、柳で結成。2006年ごろからジオラマシーンとして活動する橋本が加入。様々な感情、情景を広く『エキゾチカ』と捉え、ポップミュージックへと昇華させる。
- 2007年、鈴木慶一（ムーンライダーズ）の耳にとまりプロデュースを受ける。その後、坂本龍一のレーベルcommmonsより発売された『細野晴臣 STRANGE SONG BOOK -Tribute to Haruomi Hosono 2-』収録の鈴木慶一「東京シャイネスボーイ」に参加。同レーベルコンピ『にほんのうた 第二集』に唱歌「青い眼の人形」のカバーを担当するなど、精力的に活動している。[1]
- 2011年、初の流通音源『WORLD RECORD』をカクバリズムより発売。本秀康による印象的なジャケットのイラストも相まって好評を得る。発売から少しして、柳がイラストレーターとしての活動に専念するため脱退。サポートメンバーを迎えた編成でライブを開始。
- 2012年10月、2ndアルバム『My Lost City』を発表。
- 2013年1月14日からMy Lost City発売記念ツアーを行った。金沢、福岡、岡山、名古屋、大阪、仙台、札幌、東京の各地で公演[2]。
- 2015年5月27日、3rdアルバム『Obscure Ride』発売。オリコンアルバムチャート初登場8位にランクイン。シングル・アルバム通じて初のTOP10入りを果たした。
- 2015年10月 - 2016年9月の1年間、FM802の番組「MUSIC FREAKS」のディスクジョッキー(DJ)を担当した[3]。同番組は毎週日曜日の22時 - 24時の生放送で、1年ごとに2組のミュージシャンが担当している。この年のもう一組は、田邊駿一（BLUE ENCOUNT）であった。
- 2016年2月28日、「SPACE SHOWER MUSIC AWARDS」で「BEST ALTERNATIVE ARTIST（もっとも優れたオルタナティブアーティストに授与される賞）」を受賞[4]。
- 2018年5月16日、およそ3年ぶりのアルバム『POLY LIFE MULTI SOUL』発売。2018年5月15日付のオリコンアルバムデイリーチャートで、シングル・アルバム通じて自身初の1位を獲得。2018年5月28日付のオリコンアルバムウィークリーチャートでは初登場4位を記録し、自身初のオリコンウィークリーチャートTOP5入りを果たした。

## メンバー
| 名前     | 生年月日               | 担当                                               | 備考 |
| -------- | ---------------------- | -------------------------------------------------- | --- |
| 高城晶平 | 1985年1月3日（40歳）   | ボーカル、ギター、フルート、 ベース（5人体制時）   | - 作詞・作曲も手掛ける。ソロ活動では弾き語り及びDJをしている。 - 阿佐ヶ谷にあるカフェバー“Roji”を経営している。妻はバンド「片想い」のギターヴォーカル・オラリー。息子が二人いる。 - 東京都立神代高等学校、日本大学芸術学部演劇学科卒業。 - 作詞を担当した曲に『Orphans』、作詞作曲を担当した曲に『ロープウェー』などがある。 |
| 荒内佑   | 1984年10月22日（40歳） | キーボード、コーラス、 ベース（初期及び5人体制時） | - バンド内の主な作詞・作曲・ミックスを手掛ける。 - 東京都立三鷹高等学校出身。 - 『Summer Soul』、『Yellow Magus』などの作詞作曲を手掛けた。 |
| 橋本翼   | 1984年11月9日（40歳）  | ギター、クラリネット、コーラス                     | - 音源では主に作曲、ミックスを手掛ける。また、ジオラマシーンとしても活動をしている。 - 東京都立神代高等学校出身。 - 『Orphans』、『遡行』などの作曲を手掛けた。 |

### 特殊サポーター
MC.sirafu
トランペット、スティールパン、コーラス。
片想い、ザ・なつやすみバンド、うつくしきひかりをはじめ多くのユニットに参加。また、さまざまなアーティストのサポートをしており、活動は多岐にわたる。
あだち麗三郎
サックス、パーカッション、コーラス、ドラムス（5人体制時）。
片想い、あだち麗三郎クワルテッットをはじめ多くのユニットに参加。また、ソロ名義でも活動をしている。Magical Doughnut Records主催。
厚海義朗
ベース、コーラス。
GUIRO、OishiiOishiiのメンバー。現在はソロ名義でも活動を行っている。あだち麗三郎クワルテッット、藤井洋平などでも活動している。
光永渉
ドラムス、コーラス。
チムニィのメンバー。あだち麗三郎クワルテッット、藤井洋平、ランタンパレード、Alfred Beach Sandalなどでも活動。
古川麦
ホルン、トランペット、パーカッション。
表現(Hyogen)、Doppelzimmer、あだち麗三郎クワルテッットのメンバー。ソロ名義でも活動をしている。
小田朋美
キーボード、コーラス。
DCprG、CRCK/LCKSのメンバー。ソロ名義でも活動をしている。
角銅真実
パーカッション、コーラス。
ソロ名義でも活動をしている。

### 元メンバー
柳智之
ドラムス。
東京都立三鷹高等学校出身。イラストレーターとしての活動に専念するため、2011年5月12日をもって脱退を発表。その後もceroとの交流は深く、2ndアルバム『My Lost City』や1stシングル「Yellow Magus」ジャケットのアートワークを手掛け、ワンマンライブ特典のCDに収録されているラジオドラマに出演もしている。イラストレーターとしては村上龍の『歌うクジラ』（講談社）、柴崎友香の『わたしがいなかった街で』（新潮社）、文芸誌『文學界』（文藝春秋）などのカバーイラストを手掛けている。桑沢デザイン研究所卒業。

## ディスコグラフィー

### アナログシングル
|     | 発売日        | タイトル             | 規格品番 |
| --- | ------------- | -------------------- | -------- |
| 1st | 2018年4月25日 | WATERS               | KAKU-87  |
| 2nd | 2019年6月5日  | Poly Life Multi Soul | KAKU-102 |

### 配信限定シングル
| 発売日         | タイトル                 |
| -------------- | ------------------------ |
| 2015年12月16日 | Summer Soul              |
| 2017年5月17日  | 街の報せ Rework 黒田卓也 |
| 2020年2月5日   | Fdf                      |
| 2021年8月6日   | Nemesis                  |
| 2022年3月30日  | Cupola                   |
| 2022年6月8日   | Fuha                     |

### ソロアルバム
| 発売日                                                           | タイトル | 規格品番                       | 備考                                                                                  |
| ---------------------------------------------------------------- | -------- | ------------------------------ | ------------------------------------------------------------------------------------- |
| 2020年4月8日                                                     | Triptych | AICL-3880/1 AICL-3882          | オリコン初登場46位 高城晶平によるソロプロジェクト「Shohei Takagi Parallela Botanica」 |
| 2021年8月25日                                                    | Śisei    | DDCK-1072                      | 荒内佑によるソロプロジェクト                                                          |
| 2022年2月(ブッダマシーン) 2022年9月30日(配信) 2022年12月21日(CD) | あわい   | KAKU-140(β ver.) DDCK-1076(CD) | 橋本翼によるソロプロジェクト「ジオラマシーン」                                        |

### 参加作品
| 発売日         | タイトル                                                            | 規格品番   | 収録曲                                                                                                  |
| -------------- | ------------------------------------------------------------------- | ---------- | --- |
| 2009年3月18日  | 桜コンピ。                                                          | UICV-4002  | うらら                                                                                                  |
| 2012年03月07日 | (((さらうんど)))『(((さらうんど)))』                                | DDCK-1029  | タイムリープでつかまえて（作曲：高城晶平）                                                              |
| 2013年6月5日   | ASIAN KUNG-FU GENERATION presents NANO-MUGEN COMPILATION 2013       | KSCL-2246  | マイ・ロスト・シティー                                                                                  |
| 2013年07月17日 | (((さらうんど)))『New Age』                                         | DDCK-1031  | Swan Song's Story（作曲：荒内佑）                                                                       |
| 2016年11月11日 | 冨田ラボ『ふたりは空気の底に feat.髙城晶平/荒川小景 feat.坂本真綾』 | HR7S-037   | ふたりは空気の底に feat.髙城晶平                                                                        |
| 2017年4月5日   | 映画『PARKS パークス』オリジナルサウンドトラック                    | TONO-004   | PARK MUSIC (PARK MUSIC ALLSTARS)（作詞：高城晶平）                                                      |
| 2018年03月21日 | 古川麦『シースケープ』                                              | PCD-25250  | Halo（作詞：高城晶平）                                                                                  |
| 2018年12月14日 | 畠山美由紀『Wayfarer』                                              | RBCP-3300  | BLINK（作詞：高城晶平）                                                                                 |
| 2019年07月24日 | VIDEOTAPEMUSIC『The Secret Life of VIDEOTAPEMUSIC』                 | DDCK-1061  | PINBALL (feat.髙城晶平)                                                                                 |
| 2019年10月30日 | TV animation CAROLE & TUESDAY VOCAL COLLECTION Vol.2                | VTCL-60507 | Day By Day / キャロル&チューズデイ(Nai Br.Xx&Celeina Ann)（作詞：優河/高城晶平/作曲:高城晶平/編曲:cero) |

## 動画

### その他
| 公開日     | タイトル                                                                  |
| ---------- | ------------------------------------------------------------------------- |
| 2012/09/21 | My Lost City発売予告映像〜その1〜                                         |
| 2013/11/28 | Yellow Magus【予告編映像】                                                |
| 2014/11/22 | 『Orphans / 夜去』予告編                                                  |
| 2015/04/14 | 『Obscure Ride』 発売予告映像                                             |
| 2015/05/25 | (I found It) Back Beard                                                   |
| 2016/02/01 | Wayang Park Banquet（Live At ZEPP TOKYO 2015.07.12）                      |
| 2016/02/12 | "Obscures" 【予告編】                                                     |
| 2016/07/19 | 【LIVE】VIDEOTAPEMUSIC × cero / わたしのすがた〜べルリンブルー（reprise） |
| 2016/12/01 | "outdoors" Live at 日比谷野外大音楽堂 2016.05.21                          |
| 2018/03/13 | 「POLY LIFE MULTI SOUL」【Official Teaser】                               |
| 2019/01/16 | Poly Life Multi Soul（Live At Zepp Divercity Tokyo 2018.06.17）           |

## 出演
- 2015年10月 - 2016年9月：FM802「MUSIC FREAKS」（隔週日曜日22時～24時）
- 2016年3月7日 - フジテレビ系「SMAP×SMAP」